# مقاطعة كاسانساي
مقاطعة كاسان أو كاسان ساي هي تقسيم إداري في ولاية نمنغان في أوزبكستان. مركزها مدينة كاسانساي. ظهر منها علاء الدين الكاساني (ت 587 هـ/ 1191 م) فقيه حنفي مشهور من أهل حلب، أحد كبار فقهاء الحنفية في عصره لقب بملك علماء الحديث، ومدرّس المدارس الحنفية بحلب والرقة، وهو صاحب أعظم كتاب في فقه الحنفية واسمه بدائع الصنائع في ترتيب الشرائع